# FC Apollo-Nielse
FC Apollo-Nielse was een Belgische voetbalclub uit Niel. De club was aangesloten bij de KBVB met stamnummer 9446. Apollo Nielse ontstond in 2003 na een fusie tussen Apollo FC en KVK Nielse. De club speelde gedurende haar 10-jarige bestaan steeds in de provinciale reeksen.

## Geschiedenis
In de jaren 20 was in Niel een succesvolle club ontstaan, die met de namen Nielse AC en Nielse SV van de jaren 30 tot de jaren 50 in totaal bijna twee decennia in de nationale bevorderingsreeksen speelde. De club zakte vanaf de jaren 60 echter weg in de provinciale reeksen en na een fusie tot KVK Nielse in 1992 zakte men zelfs naar Vierde Provinciale, de laagste provinciale reeks.
In 2003 kwam het tot een samenwerking met Apollo FC en ontstond de nieuwe fusieclub FC Apollo-Nielse, bij de KBVB aangesloten met stamnummer 9446. De club ging eveneens in Vierde Provinciale van start en bleef de volgende jaren in de laagste provinciale reeksen zonder veel succes. Het kwam tot onenigheid in het clubbestuur en bestuurslid Bart De Troetsel richtte in 2010 een nieuwe club op met Nielse SV, een historische benaming van KVK Nielse. Verschillende spelers en de trainer volgden hem naar de nieuwe club. FC Apollo Nielse bleef zo sportieve en financiële moeilijkheden hebben en gaf eind 2012 algemeen forfait. Stamnummer 9446 werd uiteindelijk geschrapt.